# 伊迪·苏巴蒂亚
伊迪·苏巴蒂亚（1994年1月13日—），印尼男子羽毛球運動員。

## 簡歷
2012年3月，伊迪·苏巴蒂亚分别与阿里亚·毛拉纳·阿蒂亚塔玛以及梅拉蒂·达伊瓦·奥克塔维亚尼出战羅馬尼亞羽毛球國際賽，在男双决赛以1比2（18-21、22-20、17-21）不敌赛会头号种子、法国强档的洛朗·康斯坦丁/塞巴斯蒂安·文森特，赢得亚军；而混双决赛以2比0（21-19、21-18）击败了赛会头号种子、奥地利强档的罗曼·泽恩沃德/伊丽莎白·巴利杜芙，夺得其首个国际赛混双冠军。同年7月，他代表印尼参加韩国慶尚北道金泉市舉行的亞洲青年羽毛球錦標賽，與阿里亚·毛拉纳·阿蒂亚塔玛的男双决赛以2比1（17-21、22-20、21-10）击败了中華台北的王齊麟/巫孝霖，赢得亚青赛男双冠军。同年10月，他代表印尼参加日本千葉縣舉行的世界青年羽毛球錦標賽，與梅拉蒂·达伊瓦·奥克塔维亚尼的混双决赛以2比0（21-17、21-13）击败了队友的阿尔弗兰·埃科·普拉塞特亚/谢拉·德维·奥莉亚，赢得世青赛混双冠军。
2013年9月，伊迪·苏巴蒂亚与格罗里亚·埃马努埃莱·维德佳佳出战印尼羽毛球黃金大獎賽，在混双準决赛以0比2（10-21、18-21）不敌赛会6号种子、队友的普拉文·乔丹/维塔·玛丽莎。
2014年4月，伊迪·苏巴蒂亚与格罗里亚·埃马努埃莱·维德佳佳出战紐西蘭羽毛球大獎賽，在混双决赛以1比2（21-15、13-21、15-21）不敌队友的阿尔弗兰·埃科·普拉塞特亚/安妮萨·绍菲卡。同年8月，他与安妮萨·绍菲卡出战印尼羽毛球國際挑戰賽，在混双準決賽以0比3（6-11、10-11、10-11）不敌队友的罗纳德·亚历山大/梅拉蒂·达伊瓦·奥克塔维亚尼。同年9月，他与格罗里亚·埃马努埃莱·维德佳佳出战印尼羽毛球大師賽，在混双準决赛以0比2（18-21、15-21）不敌赛会2号种子、队友的穆罕默德·雷扎/维塔·玛丽莎。同年10月，他分别与罗纳德·亚历山大以及格罗里亚·埃马努埃莱·维德佳佳出战保加利亞羽毛球國際賽，在男双决赛以0比2（9-21、13-21）不敌赛会5号种子、队友的西华努斯·盖尔/凯文·桑加亚·苏卡穆约，赢得亚军；而混双準决赛以0比2（17-21、18-21）不敌赛会头号种子、德国强档的麦克斯·施文格尔/卡拉·尼尔特。同年10月，他与格罗里亚·埃马努埃莱·维德佳佳出战荷蘭羽毛球大獎賽，在混双準決賽以0比3（5-11、8-11、5-11）不敌赛会2号种子、队友的里基·维迪安托/普斯皮达·里奇·蒂莉。同年11月，他与格罗里亚·埃马努埃莱·维德佳佳出战澳門羽毛球黃金大獎賽，在混双决赛以2比1（21-15、29-30、22-20）击败了赛会3号种子、新加坡强档的丹尼·巴瓦·克里斯南塔/梁语嫣，夺得其首个国际黃金大獎賽的混双冠军。
2015年1月，伊迪·苏巴蒂亚与格罗里亚·埃马努埃莱·维德佳佳出战馬來西亞羽毛球大師賽，在混双準决赛以1比2（21-19、10-21、18-21）不敌赛会2号种子、队友的普拉文·乔丹/戴比·苏珊托。同年2月，他与格罗里亚·埃马努埃莱·维德佳佳出战奧地利羽毛球公開賽，在混双决赛以2比1（15-21、22-20、21-18）击败了赛会4号种子、队友的罗纳德·亚历山大/梅拉蒂·达伊瓦·奥克塔维亚尼，赢得冠军。同年8月，他參加印尼雅加达舉行的世界羽毛球錦標賽，他和格罗里亚·埃马努埃莱·维德佳佳出戰混合双打項目。他與格罗里亚·埃马努埃莱·维德佳佳以12號種子身分出戰，故在首圈輪空；但在次圈以2比0（21-13、21-15）擊敗荷蘭的约瑞特·德鲁伊特 /萨曼塔·巴宁。在第三圈，以0-2（15-21、18-21）不敌赛会8號種子韩国的高成炫 /金荷娜，16强止步。
2016年9月，伊迪·苏巴蒂亚与普斯皮达·里奇·蒂莉出战印尼羽毛球大師賽，在混双準决赛以0比2（19-21、15-21）不敌赛会3号种子、马来西亚强档的陈健铭/賴沛君。
2017年8月，伊迪·苏巴蒂亚代表印尼参加马来西亚吉隆坡举办的東南亞運動會羽毛球比賽，随队赢得男子团体赛金牌。

## 主要比賽成績
只列出曾進入準決賽的國際賽事成績：
| 年份   | 賽事                     | 公開賽級別 | 項目     | 拍檔                         | 成績   |
| ------ | ------------------------ | ---------- | -------- | ---------------------------- | ------ |
| 2012年 | 羅馬尼亞羽毛球國際賽     | 國際系列賽 | 男子雙打 | 阿里亚·毛拉纳·阿蒂亚塔玛     | 亞軍   |
| 2012年 | 羅馬尼亞羽毛球國際賽     | 國際系列賽 | 混合雙打 | 梅拉蒂·达伊瓦·奥克塔维亚尼   | 冠軍   |
| 2012年 | 亞洲青年羽毛球錦標賽     | 其他       | 男子雙打 | 阿里亚·毛拉纳·阿蒂亚塔玛     | 冠軍   |
| 2012年 | 世界青年羽毛球錦標賽     | 其他       | 混合雙打 | 梅拉蒂·达伊瓦·奥克塔维亚尼   | 冠軍   |
| 2013年 | 印尼羽毛球黃金大獎賽     | 黃金大獎賽 | 混合雙打 | 格罗里亚·埃马努埃莱·维德佳佳 | 準決賽 |
| 2014年 | 馬來西亞羽毛球黃金大獎賽 | 黃金大獎賽 | 混合雙打 | 格罗里亚·埃马努埃莱·维德佳佳 | 準決賽 |
| 2014年 | 紐西蘭羽毛球大獎賽       | 大獎賽     | 混合雙打 | 梅拉蒂·达伊瓦·奥克塔维亚尼   | 亞軍   |
| 2014年 | 印尼羽毛球國際挑戰賽     | 國際挑戰賽 | 混合雙打 | 安妮萨·绍菲卡                | 準決賽 |
| 2014年 | 印尼羽毛球大師賽         | 黃金大獎賽 | 混合雙打 | 格罗里亚·埃马努埃莱·维德佳佳 | 準決賽 |
| 2014年 | 保加利亞羽毛球國際賽     | 國際挑戰賽 | 男子雙打 | 罗纳德·亚历山大              | 亞軍   |
| 2014年 | 保加利亞羽毛球國際賽     | 國際挑戰賽 | 混合雙打 | 格罗里亚·埃马努埃莱·维德佳佳 | 準決賽 |
| 2014年 | 荷蘭羽毛球大獎賽         | 大獎賽     | 混合雙打 | 格罗里亚·埃马努埃莱·维德佳佳 | 準決賽 |
| 2014年 | 澳門羽毛球黃金大獎賽     | 黃金大獎賽 | 混合雙打 | 格罗里亚·埃马努埃莱·维德佳佳 | 冠軍   |
| 2015年 | 馬來西亞羽毛球大師賽     | 黃金大獎賽 | 混合雙打 | 格罗里亚·埃马努埃莱·维德佳佳 | 準決賽 |
| 2015年 | 奧地利羽毛球公開賽       | 國際挑戰賽 | 混合雙打 | 格罗里亚·埃马努埃莱·维德佳佳 | 冠軍   |
| 2015年 | 印度羽毛球超級賽         | 超級賽     | 混合雙打 | 格罗里亚·埃马努埃莱·维德佳佳 | 準決賽 |
| 2015年 | 中國羽毛球大師賽         | 黃金大獎賽 | 混合雙打 | 格罗里亚·埃马努埃莱·维德佳佳 | 亞軍   |
| 2016年 | 印尼羽毛球大師賽         | 黃金大獎賽 | 混合雙打 | 普斯皮达·里奇·蒂莉           | 準決賽 |
| 2017年 | 東南亞運動會羽毛球比賽   | 其他       | 男子團體 | －                           | 金牌   |

| 2007-2017年 | 首要超級賽 | 超級賽 | 黃金大獎賽 | 大獎賽 | 國際挑戰賽 | 國際系列賽 | 未來系列賽 | 其他 |

| 2018-2026年 | 總決賽 | 超級1000賽 | 超級750賽 | 超級500賽 | 超級300賽 | 超級100賽 | 國際挑戰賽 | 國際系列賽 | 未來系列賽 | 其他 |

### 奧運會和世錦賽參賽紀錄
|          | 搭檔                         | 2015 |
| -------- | ---------------------------- | ---- |
| 混合雙打 | 格罗里亚·埃马努埃莱·维德佳佳 | 16強 |